# 詹姆斯·沃德 (網球運動員)
詹姆斯·沃德（James Ward，1987年2月9日—）出生於倫敦，是一位英國男子職業網球運動員，他於2006年成為職業球員。曾代表英格蘭參加2010年英聯邦運動會。

## 外部連結
- 詹姆斯·沃德（英文/西班牙文）的官方資料
- 詹姆斯·沃德的國際網球總會 職業／青少年 官方資料（英文）
- 詹姆斯·沃德的官方資料（英文）